# Tanja Zgonc
Tanja Zgonc, slovenska plesalka in koreografinja, * 1959, Ljubljana.
Plesno se je začela udejstvovati v Studiu za svobodni ples (1978-1984), ter v Studiu za pantomimo Andrésa Valdésa (1979-1985), leta 1984 se je kot plesalka pridružila novoustanovljenemu Plesnemu Teatru Ljubljana. Kasneje je bila v Plesnem teatru tudi koreografinja. Leta 2002 je bila na AGRFT v Ljubljani izvoljena v naziv docentke, leta 2007 v naziv izredne profesorice ter leta 2012 v naziv redne profesorice za področje  plesne in gibne izraznosti.

## Nagrade
V svoji karieri je prejela številne nagrade, med katerimi so najpomembnejše: 
- Zlata ptica (1992) za koreografijo v gledališču za predstavo Kralj Lear
- Zlata paličica (1994) za koreografijo v predstavi Show strahov
- Nagrada Prešernovega sklada (2002) za predstavo Kagami odsev
- Povodni mož, za najboljšo predstavo po izboru kritikov (2002), za predstavo Koora
- Velika nagrada 44. Borštnikovega Srečanja, Maribor, (2009) za predstavo v celoti: Macbeth after Shakespeare[1]